# Retribution (wrestling)
La Retribution è stata una stable di wrestling attiva in WWE tra il 2020 e il 2021, composta da Mustafa Ali, MACE, RECKONING, SLAPJACK, T-BAR.

## Storia
Nella puntata di Raw del 3 agosto, le luci nel WWE Performance Center hanno iniziato a lampeggiare e un gruppo mascherato ha appiccato il fuoco ad un generatore. Nella puntata di SmackDown del 7 agosto i membri hanno attaccato gli annunciatori e poi sono andati tra il pubblico per attaccare anche loro. Hanno quindi utilizzato una motosega per tagliare le corde del ring. Nella puntata di Raw del 10 agosto il gruppo, noto come Retribution, ha nuovamente attaccato il WWE Performance Center rompendo un finestrino con un blocco di calcestruzzo e rovesciando un'auto.
Il 20 settembre sono stati rivelati Dio Maddin, Mercedes Martinez, Mia Yim, Shane Thorne e Dominik Dijakovic come membri della stable ed hanno cambiato nomi rispettivamente in MACE, RETALIATION, Reckoning, Slapjack e T-Bar, ma oltre ad essi ci sono tanti altri componenti sconosciuti. Nella puntata di Raw del 21 settembre Mace, SLAPJACK e T-BAR sono stati sconfitti dall'Hurt Business (Bobby Lashley, MVP e Shelton Benjamin) per squalifica. Nella puntata di Raw del 5 ottobre Mustafa Ali si è rivelato essere il leader del gruppo. Il 12 ottobre, per effetto del Draft, RETALIATION è tornata al roster di NXT. Tra fine novembre e dicembre, poi, la Retribution ha iniziato una faida con Ricochet, con l'intento di farlo entrare nel loro gruppo, altrimenti sarebbe stato distrutto: tutti i componenti della Retribution, eccetto RECKONING, hanno sconfitto Ricochet in un match singolo, e quest'ultimo ha prevalso solo in un'occasione, nella puntata di Raw del 7 dicembre dove, facendo coppia con Dana Brooke, ha sconfitto SLAPJACK e Reckoning in un Mixed Tag Team match; ciononostante, Ricochet non si è unito alla stable. In seguito, il gruppo si è accanito contro il New Day (Kofi Kingston e Xavier Woods): dato l'infortunio di Kingston, il gruppo ha affrontato a più riprese Woods, il quale è stato sconfitto da MACE e T-BAR e a sua volta ha prevalso su SLAPJACK, nella puntata di Raw del 25 gennaio, e in quest'occasione è stato brutalmente attaccato dalla stable. Nel corso dei Kickoff di Fastlane Ali perde un incontro titolato contro lo United States Champion Riddle, al termine del quale rimprovera per l'ennesima volta i suoi compagni. RECKONING e SLAPJACK se ne vanno, mentre T-BAR e MACE attaccano Ali con una chokeslam, segnando di fatto la fine della stable.

## Membri
| Membro            | Soprannome  | Ingresso          | Uscita          | Note |
| ----------------- | ----------- | ----------------- | --------------- | ---- |
| Mustafa Ali       | –           | 5 ottobre 2020    | 21 marzo 2021   | Capo |
| Dio Maddin        | MACE        | 21 settembre 2020 | 21 marzo 2021   |      |
| Mia Yim           | RECKONING   | 21 settembre 2020 | 21 marzo 2021   |      |
| Shane Thorne      | SLAPJACK    | 21 settembre 2020 | 21 marzo 2021   |      |
| Dominik Dijakovic | T-BAR       | 21 settembre 2020 | 21 marzo 2021   |      |
| Mercedes Martínez | RETALIATION | 21 settembre 2020 | 12 ottobre 2020 |      |

## Nel wrestling

### Mosse finali
- Mustafa Ali
  - Koji clutch

- MACE
  - Cruel Angel's Thesis (Sitout fireman's carry powerslam)

- RECKONING
  - One-arm neckbreaker

- SLAPJACK
  - Swinging reverse fisherman suplex

- T-BAR
  - Argentine backbreaker in un Knee kick

### Musiche d'ingresso
- Shut 'Em Down di def rebel (2020–2021)

## Titoli e riconoscimenti
- WrestleCrap
  - Gooker Award (2020)